# باسم عيسى (ممثل)
باسم عيسى ممثل ومخرج سوري 

## عن حياته
بدا حياتة الفنية في عام (1998) حينما قدّم أول أدواره التلفزيونية بمسلسل «مذكرات عائلة» من إخراج فردوس أتاسي أشهر عمالة التلفزيونية مذكرات عائلة (1998) هومي هون (2004) الظاهر بيبرس (2005) أبو جانتي – ملك التاكسي ج1 (2010)

## من أعماله

### المسلسلات
- تحالف الصبار
- أبو جانتي (ملك التاكسي)
- الظاهر بيبرس
- هومي هون
- الهروب إلى القمة
- مذكرات عائلة
- البحث عن المستحيل

### في الإخراج
- رابعة العدوية.. العشق الإلهي
- سكر وسط

### في المسرح
- كممثل:

1- لوركا العاشق.مع سحر مرقدة.
2- الريشة البيضاء. مع وليد الدبس .
3- لعي. مع حكيم مرزوقي .
كمخرج: 
1- ليلى والذئب. مع فارس الذهبي , جائزة أفضل ممثلة في مهرجان القاهرة 2009.

## روابط خارجية
- باسم عيسى على موقع قاعدة بيانات الأفلام العربية